# 2. deild karla 1977
Mùa giải 1977 của 2. deild karla là mùa giải thứ 12 của giải bóng đá hạng ba ở Iceland.

## Bảng A
| Vị thứ | Đội         | Số trận | Điểm | Ghi chú            |
| ------ | ----------- | ------- | ---- | ------------------ |
| 1      | Leiknir R.  | 8       | 15   | Vào vòng Chung kết |
| 2      | Afturelding | 8       | 13   |                    |
| 3      | Þór Þ.      | 8       | 6    |                    |
| 4      | USVS        | 8       | 4    |                    |
| 5      | Hekla       | 8       | 2    |                    |

## Bảng B
| Vị thứ | Đội       | Số trận | Điểm | Ghi chú            |
| ------ | --------- | ------- | ---- | ------------------ |
| 1      | Grindavík | 10      | 16   | Vào vòng Chung kết |
| 2      | Víðir     | 10      | 13   |                    |
| 3      | ÍK        | 10      | 10   |                    |
| 4      | Stjarnan  | 10      | 10   |                    |
| 5      | Njarðvík  | 10      | 9    |                    |
| 6      | ÍR        | 10      | 2    |                    |

## Bảng C
| Vị thứ | Đội         | Số trận | Điểm | Ghi chú            |
| ------ | ----------- | ------- | ---- | ------------------ |
| 1      | Fylkir      | 8       | 15   | Vào vòng Chung kết |
| 2      | Grótta      | 8       | 8    |                    |
| 3      | Bolungarvík | 8       | 8    |                    |
| 4      | Léttir      | 8       | 6    |                    |
| 5      | Óðinn       | 8       | 3    |                    |

## Bảng D
| Vị thứ | Đội          | Số trận | Điểm | Ghi chú            |
| ------ | ------------ | ------- | ---- | ------------------ |
| 1      | Tindastóll   | 10      | 17   | Vào vòng Chung kết |
| 2      | Snæfell      | 10      | 12   |                    |
| 3      | Víkingur Ó.  | 10      | 11   |                    |
| 4      | HSS          | 10      | 10   |                    |
| 5      | USAH         | 10      | 6    |                    |
| 6      | Skallagrímur | 10      | 4    |                    |

## Bảng E
| Vị thứ | Đội             | Số trận | Điểm | Ghi chú            |
| ------ | --------------- | ------- | ---- | ------------------ |
| 1      | KS              | 10      | 16   | Vào vòng Chung kết |
| 2      | Leiftur         | 10      | 12   |                    |
| 3      | Árroðinn        | 10      | 12   |                    |
| 4      | Höfðstrendingur | 10      | 10   |                    |
| 5      | Magni           | 10      | 9    |                    |
| 6      | Dagsbrún        | 10      | 1    |                    |

## Bảng F
| Vị thứ | Đội                 | Số trận | Điểm | Ghi chú            |
| ------ | ------------------- | ------- | ---- | ------------------ |
| 1      | Austri              | 12      | 19   | Vào vòng Chung kết |
| 2      | Einherji            | 12      | 18   |                    |
| 3      | Hrafnkell Freysgoði | 12      | 15   |                    |
| 4      | Huginn              | 12      | 12   |                    |
| 5      | Leiknir F.          | 12      | 11   |                    |
| 6      | Sindri              | 12      | 7    |                    |
| 7      | Höttur              | 12      | 2    |                    |

## Vòng Chung kết

### Bảng A
| Vị thứ | Đội        | Số trận | Thắng | Hòa | Thua | Bàn thắng | Bàn thua | Hiệu số | Điểm | Ghi chú    |
| ------ | ---------- | ------- | ----- | --- | ---- | --------- | -------- | ------- | ---- | ---------- |
| 1      | Fylkir     | 4       | 2     | 2   | 0    | 6         | 3        | +3      | 6    | Thăng hạng |
| 2      | KS         | 4       | 1     | 2   | 1    | 5         | 4        | +1      | 4    |            |
| 3      | Tindastóll | 2       | 0     | 0   | 2    | 0         | 4        | -4      | 0    |            |

### Bảng B
| Vị thứ | Đội        | Số trận | Thắng | Hòa | Thua | Bàn thắng | Bàn thua | Hiệu số | Điểm | Ghi chú    |
| ------ | ---------- | ------- | ----- | --- | ---- | --------- | -------- | ------- | ---- | ---------- |
| 1      | Austri     | 4       | 2     | 1   | 1    | 7         | 3        | +4      | 5    | Thăng hạng |
| 2      | Leiknir R. | 4       | 2     | 1   | 1    | 8         | 7        | +1      | 5    |            |
| 3      | Grindavík  | 4       | 1     | 0   | 3    | 7         | 12       | -5      | 2    |            |

### Các đội bóng thăng hạng
Cả Fylkir và Austri giành quyền thăng hạng 1. deild karla 1978. Không diễn ra trận chung kết, và Fylkir là đội vô địch.